# Owen Anderson
Owen Anderson est un joueur de tennis américain.

## Carrière
1/8 de finale à Roland Garros en 1938 et vainqueur du tournoi de Dublin (Irish Open) 1938.